# Xã Mound Prairie, Quận Houston, Minnesota
Xã Mound Prairie (tiếng Anh: Mound Prairie Township) là một xã thuộc quận Houston, tiểu bang Minnesota, Hoa Kỳ. Năm 2010, dân số của xã này là 606 người.